# Molly Van Nostrand
Molly Van Nostrand (12 marzo 1965) è un'ex tennista statunitense.

## Carriera
In carriera ha raggiunto una finale in singolare al WTA New Jersey nel 1986, e di doppio al Virginia Slims of Indianapolis nel 1985. Nei tornei del Grande Slam ha ottenuto il suo miglior risultato a Wimbledon raggiungendo i quarti di finale nel singolare nel 1985 e nel doppio nel 1986, in coppia con la sudafricana Jennifer Mundel.

## Statistiche

### Singolare

#### Finali perse (1)
| Numero | Anno           | Torneo                 | Superficie | Avversaria in finale | Punteggio |
| 1.     | 24 agosto 1986 | WTA New Jersey, Mahwah | Cemento    | Steffi Graf          | 5-7, 1-6  |

### Doppio

#### Finali perse (1)
| Numero | Anno          | Torneo                                       | Superficie | Compagna        | Avversarie in finale       | Punteggio |
| 1.     | 10 marzo 1985 | Virginia Slims of Indianapolis, Indianapolis | Cemento    | Jennifer Mundel | Elise Burgin Kathy Horvath | 4-6, 1-6  |